# Drew Binsky
 (avril 2020).
Drew Goldberg, autrement connu sous son pseudonyme en ligne, Drew Binsky, (né le 24 mai 1991) est un blogueur et vlogger américain du voyage. Binsky documente ses voyages sur sa chaîne YouTube et d'autres comptes de médias sociaux. Drew Binsky est connu pour la publication de vidéos sur des pays méconnus. En mars 2020, il avait visité 191 pays et prévoyait de visiter tous les pays du monde d'ici juin 2020 jusqu'à la pandémie de coronavirus de 2019-2020 mettant les derniers pays en attente. Il a été le détenteur du record du monde Guinness pour la plupart des visites du site du patrimoine mondial de l'UNESCO en 24 heures.